# Hereheretue (Polinesia Francesa)
Hereheretue es una comuna asociada de la comuna francesa de Hao  que está situada en la subdivisión de Islas Tuamotu-Gambier, de la colectividad de ultramar de Polinesia Francesa.

## Composición
La comuna asociada de Hereheretue abarca los atolones de Anuanuraro, Anuanurunga, Hereheretue y Nukutepipi:
| Comuna asociada de Hereheretue |    |     |    |
| Anuanuraro                     | 0  | 2.2 | 0  |
| Anuanurunga                    | 0  | 7   | 0  |
| Hereheretue                    | 56 | 4   | 14 |
| Nukutepipi                     | 5  | 2.3 | 2  |

## Demografía
| Gráfica de evolución demográfica de Hereheretue entre 1977 y 2012 |
|                                                                   |

Fuente: Insee